# Света недеља у Попајану
Света недеља у Попајану, у департману Каука у Колумбији, је прослава мука и смрти Исуса Христа кроз процесије које се непрекидно изводе од шеснаестог века између Великог петка увече и Велике суботе. Ова парада се одвија у древним улицама „Белог града” - Попајана. Религиозне слике Шпанаца, Андалузијаца, Кита, Италијана и Пајанеса распоређене на дрвеној платформи са 4 предње и 4 задње „бароте“ (шипке) носе се на раменима „Каргуероса“. Ове слике су прикази различитих епизода из Еванђеља о мукама, распећу и смрти Исуса Христа. Сваки наступ је "пасо" (корак). Кораци се крећу улицама, пролазећи поред главних цркава и храмова града.
Комитет Унеска је 30. септембра 2009. године прогласио Свету недељу у Попајану ремек-делом усменог и нематеријалног наслеђа човечанства.

## Историја
Од времена освајања, Попајан има прве податке о процесијама које је краљ поверио онима који су носили велике крстове и у виду покајања и жалости ишли главним улицама. Године 1558. Филип II је потписао краљевске повеље којима је овластио процесије у Попајану. Временом парада је расла и постала веома значајна, а почетком седамнаестог века издат је едикт власти којим се захтевало улепшавање балкона и кућа кроз које пролази поворка. 
Током година се повећавао број слика и орнамената који су обогаћени, захваљујући економском и друштвеном развоју кроз град током шпанског периода јер је Попајан постао политички и економски центар колоније због основаних колонијалних институција као што је Краљевска ковница Шпаније. Развој рударства у округу Попајан је процесијама дао велики допринос у златном накиту, сребру и смарагдима који су улепшали слике крунама и драгуљима, седиштима и носиљкама. Индијски робови који су радили у рудницима имали су очекивани животни век од три године. Речено је да се никада не може изгубити пут до рудника у Попајану јер су путеви били оивичени костима мртвих Индијанаца. Највећи део развоја поворке био је у шеснаестом, седамнаестом и осамнаестом веку.
У деветнаестом веку почиње период независности и смањује се развој поворки због рата јер је највећи део новца утрошен за ослобођење. Исто се дешавало и током економске кризе која је захватила Колумбију у 20. веку.

## Процесије
У току сваке ноћи Васкршње параде између 9 и 17 корака уздижу се слике Христа, Богородице, Светог Јована Јеванђелисте, Светог Петра, Марије Магдалене, Веронике и других важних ликова Свете седмице.

### 16. век
Од времена оснивања Попајана први подаци о процесијама су документовани из 1556. године. Године 1558, Филип II је потписао краљевски декрет којим се дозвољавају процесије у Попајану.
Када је 1556. године почела процесија, расељени староседеоци који су дошли из Перуа спремали су заверу против Попајана у покушају да поново освоје град. Када су у вечерњим сатима стигли до брда која су га окруживала видели су бескрајну линију покретних светала кроз град и замишљајући да је то била огромна војска са бакљама и копљима, престрављени су се повукли, док је то у ствари била процесија покајника на Велики четвртак, приповеда Хуан де Кастеланоса у његовим Elegías de varones ilustres de Indias.

### 17. век
Временом су параде расле и постале веома значајне, као што је то био случај почетком 17. века када је власт наредила улепшавање балкона и кућа којима пролазе поворке. Хроничар Хосе Марија Вергара и Вергара у једном од својих списа из 1859. описао је највећу недељу Попајана као свечан и важан чин за Пајанесе који су је сваке године примали са жаром и вером.
За настанак и организацију поворки заслужна су и братства која су почела у Попајану годинама након оснивања овог града.

### 18. век
Поворке су добијале на значају и величини и током година,   повећавао се број слика и орнамената, Попајан је постао економски и политички центар колоније пошто су се овде населиле колонијалне институције попут Краљевске ковнице Шпаније. Рударски развој Попајана помогао је поворкама да добију велики допринос у накиту и одећи од злата, сребра, смарагда и другог драгог камења који су красили слике, седишта су извезена златом, а носиљке осликане златним листићима. Највећи део развоја поворке био је у периоду шпанске империје у шеснаестом, седамнаестом и осамнаестом веку.

### 19. век
Када се Симон Боливар тријумфално вратио после битке код Ајакуча последње недеље октобра 1826. године, у Попајану су организовани многи банкети а у његову част и процесија слична ускршњој, која је напустила цркву Светог Августина и прошла испред куће у којој је боравио Симон Боливар са својом пратњом од 24. до 30. октобра о чему сведочи плоча поред улазних врата.
Са грађанским ратом 1876. године неке породице беже из Попајана у Еквадор. Тада се мислило да ће се поворке дефинитивно завршити, али су интервенцијом мањих група верника поворке успеле да поново испливају на површину.
У 19. веку за време борбе за независност Колумбије смањују се процесије због рата јер је већина новца искоришћена за ослобођење.

### 20. век
У 20. веку исто се десило током економске кризе која је задесила Колумбију. Године 1937. мајстор Гиљермо Валенсија је одлучио да формира Грађански одбор који ће се побринути за очување ове традиције и 1939. године наведени одбор је добио званично признање уредбом бр. 14 коју је издала Скупштина Кауке. Ново тело је добило име „Перманентни одбор за Ускршњи Попајан“.
На Ускрс 1964. падала је киша три дана од уторка до четвртка и ниједна поворка није успела да у потпуности заврши своју руту.

### 21. век
Последњих година поворке су обогаћене новим платформама, као што су Исусов сусрет са женама на улици горчине, Силазак, Пренос Христа на гроб, Ускрс Госпе Богородице, васкрснуће Господа нашег Исуса Христа и др.
Од 21. фебруара до 3. априла 2003. Национални музеј Колумбије представио је у својој привременој изложбеној сали и алтернативној сали изложбу под називом „Света недеља у Попајану. Процесија излази из града". Представљене су платформе, златни и сребрни украси, слике, носиљке и текстил, постајући прве поворке изван Попајана.

## Истовремени догађаји током Страсне седмице
Током Свете или Ускршње недеље град је такође дом Фестивала верске музике, који је почео 1960. године као иницијатива Едмунда Троје Москера. Након његове смрти, њиме управљају његова удовица Стела Дипон Аријас и његова деца Хуан Мануел и Ана Изабел Москера Дупон. Укључује хорове, солисте и уметнике из целог света, а специјализован је за сакралну музику. Такође се бави националним занатством Златне руке, који излаже радове уметника у земљи.